# LaShawn Merritt
LaShawn Merritt (ur. 27 czerwca 1986 w Portsmouth w stanie Wirginia) – amerykański lekkoatleta, specjalista biegu na 400 metrów, trzykrotny mistrz igrzysk olimpijskich, siedmiokrotny mistrz świata.
Podczas mistrzostw świata juniorów (Grosseto 2004) Merrit, razem z kolegami z reprezentacji USA, ustanowił aktualne rekordy świata juniorów w biegach rozstawnych: 4 x 100 oraz 4 x 400 metrów.
W kwietniu 2010 wyszło na jaw, że 3 testy, przeprowadzone w październiku 2009, grudniu 2009 oraz styczniu 2010 wykazały obecność w jego organizmie niedozwolonych środków dopingowych. Zawodnik zaakceptował tymczasowe zawieszenie do czasu ogłoszenia oficjalnej dyskwalifikacji. Ponieważ Merrit współpracował z agencją antydopingową, uniknął dwuletniej dyskwalifikacji, został zdyskwalifikowany na 21 miesięcy (od 28 października 2009 do lipca 2011), co umożliwiło mu start w mistrzostwach świata w 2011. Zwycięzca łącznej punktacji Diamentowej Ligi 2013 w biegu na 400 metrów. Podczas mistrzostw świata w Pekinie zdobył srebrny medal w biegu na 400 metrów oraz złoty w sztafecie 4 × 400 metrów. W 2016 zdobył brązowy medal igrzysk olimpijskich w biegu na 400 m. Złoty medalista IAAF World Relays (2017).

## Sukcesy
| Rok  | Zawody                      | Miasto         | Miejsce | Konkurencja        |
| ---- | --------------------------- | -------------- | ------- | ------------------ |
| 2004 | Mistrzostwa Świata Juniorów | Grosseto       | 1.      | Bieg na 400 m      |
| 2004 | Mistrzostwa Świata Juniorów | Grosseto       | 1.      | Sztafeta 4 x 100 m |
| 2004 | Mistrzostwa Świata Juniorów | Grosseto       | 1.      | Sztafeta 4 x 400 m |
| 2006 | Halowe Mistrzostwa Świata   | Moskwa         | 1.      | Sztafeta 4 x 400 m |
| 2006 | Światowy Finał IAAF         | Stuttgart      | 3.      | Bieg na 400 m      |
| 2006 | Puchar Świata               | Ateny          | 1.      | Bieg na 400 m      |
| 2006 | Puchar Świata               | Ateny          | 1.      | Sztafeta 4 x 400 m |
| 2007 | Mistrzostwa Świata          | Osaka          | 1.      | Sztafeta 4 x 400 m |
| 2007 | Mistrzostwa Świata          | Osaka          | 2.      | Bieg na 400 m      |
| 2007 | Światowy Finał IAAF         | Stuttgart      | 1.      | Bieg na 400 m      |
| 2008 | Igrzyska olimpijskie        | Pekin          | 1.      | Bieg na 400 m      |
| 2008 | Igrzyska olimpijskie        | Pekin          | 1.      | Sztafeta 4 x 400 m |
| 2008 | Światowy Finał IAAF         | Stuttgart      | 1.      | Bieg na 400 m      |
| 2009 | Mistrzostwa Świata          | Berlin         | 1.      | Bieg na 400 m      |
| 2009 | Mistrzostwa Świata]         | Berlin         | 1.      | Sztafeta 4 x 400 m |
| 2009 | Światowy Finał IAAF         | Saloniki       | 1.      | Bieg na 400 m      |
| 2011 | Mistrzostwa Świata          | Daegu          | 2.      | Bieg na 400 m      |
| 2011 | Mistrzostwa Świata          | Daegu          | 1.      | Sztafeta 4 x 400 m |
| 2013 | Mistrzostwa Świata          | Moskwa         | 1.      | Bieg na 400 m      |
| 2013 | Mistrzostwa Świata          | Moskwa         | 1.      | Sztafeta 4 x 400 m |
| 2014 | IAAF World Relays           | Nassau         | 1.      | Sztafeta 4 x 400 m |
| 2014 | Puchar interkontynentalny   | Marrakesz      | 1.      | Bieg na 400 m      |
| 2015 | Mistrzostwa Świata          | Pekin          | 2.      | Bieg na 400 m      |
| 2015 | Mistrzostwa Świata          | Pekin          | 1.      | Sztafeta 4 × 400 m |
| 2016 | Igrzyska Olimpijskie        | Rio de Janeiro | 3.      | Bieg na 400 m      |
| 2016 | Igrzyska Olimpijskie        | Rio de Janeiro | 1.      | Sztafeta 4 × 400 m |
| 2017 | IAAF World Relays           | Nassau         | 1.      | Sztafeta 4 x 400 m |

## Rekordy życiowe
- Bieg na 200 m – 19,74 (2016)
- Bieg na 300 m – 31,23 (2016)
- Bieg na 400 m – 43,65 (2015) 9. wynik w historii światowej lekkoatletyki
- bieg na 200 m (hala) – 20,40 (2005)
- bieg na 300 m (hala) – 31,94 (2006) 7. wynik w historii światowej lekkoatletyki
- bieg na 400 m (hala) – 44,93 (2005) 8. wynik w historii światowej lekkoatletyki
- bieg na 500 m (hala) – 1:01,39 (2012)